# Austroablepharus barrylyoni
Austroablepharus barrylyoni — вид сцинкоподібних ящірок родини сцинкових (Scincidae). Ендемік Австралії.

## Опис
Довжина сцинка A. barrylyoni (без врахування хвоста) становить 5 см. Верхня частина тіла поцяткована темними і світлими смугами, хвіст червоний або оранжевий.

## Поширення і екологія
Austroablepharus barrylyoni відомі з типової місцевості, розташованої в районі станції Спрінгфілд, на північ від містечка Маунт-Сюрпрайз у північно-східному Квінсленді. Вони живуть на луках, що час від часу затоплюються водою.

## Збереження
МСОП класифікує цей вид як такий, що перебуває на межі зникнення. Austroablepharus barrylyoni загрожує знищення природного середовища.